# Lista celor mai influente 100 cărți din istoria omenirii
Lista celor mai influente 100 cărți scrise vreodată conform lui Martin Seymour-Smith, în ordine cronologică aproximativă.

## Listă cronologică
| #   | Autor sau sursă                | Titlu                                                               | Data                    |
| --- | ------------------------------ | ------------------------------------------------------------------- | ----------------------- |
| 1   | Texte clasice chinezești       | Yi-Jing                                                             | sec. XXI î.Hr.          |
| 2   | Scripturile iudaice            | Vechiul Testament                                                   | sec. VIII-IV î.Hr.      |
| 3   | Homer                          | Iliada și Odiseea                                                   | sec. VIII î.Hr.         |
| 4   | Texte hinduse                  | Upanișade                                                           | sec. IX î.Hr.           |
| 5   | Lao Zi                         | Tao Te Ching                                                        | sec. IV î.Hr.           |
| 6   | Scripturile Zoroastrsmului     | Avesta                                                              | mileniul 1 î.Hr.        |
| 7   | Confucius                      | Analecte                                                            | sec. V-IV î.Hr.         |
| 8   | Tucidide                       | Istoria Războiului Peloponesiac⁠(en)[traduceți]                      | sec. V î.Hr.            |
| 9   | Hipocrate                      | Opere                                                               | 400 î.Hr.               |
| 10  | Aristotel                      | Opere                                                               | sec. al IV-lea î.Hr.    |
| 11  | Herodot                        | Istorii                                                             | sec. al V-lea î.Hr.     |
| 12  | Platon                         | Republica                                                           | 380 î.Hr.               |
| 13  | Euclid                         | Elementele                                                          | 280 î.Hr.               |
| 14  | Theravada Scripturi budiste    | Dhammapada                                                          | 252 î.Hr.               |
| 15  | Virgiliu                       | Eneida                                                              | 19 î.Hr.                |
| 16  | Lucrețiu                       | De Rerum Natura                                                     | 55 î.Hr.                |
| 17  | Philon din Alexandria          | Scrieri                                                             | sec. I                  |
| 18  | Scripturile creștine           | Noul Testament                                                      | cca. 50–100             |
| 19  | Plutarh                        | Viețile paralele                                                    | 120                     |
| 20  | Tacit                          | Annale                                                              | 120                     |
| 21  | Valentinus                     | Texte despre Gnosticism                                             | sec. al II-lea          |
| 22  | Marcus Aurelius                | Meditații                                                           | 167                     |
| 23  | Sextus Empiricus               | Scepticismul Pironian                                               | 150–210                 |
| 24  | Plotin                         | Enneade                                                             | sec. al III-lea         |
| 25  | Augustin de Hipona             | Confesiuni                                                          | 400                     |
| 26  | Scriptura musulmană            | Coran                                                               | sec. al VII-lea         |
| 27  | Moise Maimonide                | Ghidul rătăciților                                                  | 1190                    |
| 28  | Texte Iudaice misticism        | Cabala                                                              | sec. al XII-lea         |
| 29  | Toma de Aquino                 | Summa Theologiae                                                    | 1266–1273               |
| 30  | Dante Alighieri                | Divina Comedie                                                      | 1321                    |
| 31  | Erasmus din Rotterdam          | Elogiul nebuniei                                                    | 1509                    |
| 32  | Niccolò Machiavelli            | Principele                                                          | 1532                    |
| 33  | Martin Luther                  | Despre captivitatea babilonică a Bisericii                          | 1520                    |
| 34  | François Rabelais              | Gargantua și Pantagruel                                             | 1532 și 1534            |
| 35  | Jean Calvin                    | Învățătura religiei creștine                                        | 1536                    |
| 36  | Nicolaus Copernicus            | Despre mișcările de revoluție ale corpurilor cerești                | 1543                    |
| 37  | Michel de Montaigne            | Eseuri                                                              | 1580                    |
| 38  | Miguel de Cervantes            | Don Quijote                                                         | 1605 și 1615            |
| 39  | Johannes Kepler                | Armonia lumii                                                       | 1619                    |
| 40  | Francis Bacon                  | Novum Organum                                                       | 1620                    |
| 41  | William Shakespeare            | Ediția princeps a pieselor lui Shakespeare                          | 1623                    |
| 42  | Galileo Galilei                | Dialog despre cele două mari sisteme ale lumii                      | 1632                    |
| 43  | René Descartes                 | Discurs asupra metodei                                              | 1637                    |
| 44  | Thomas Hobbes                  | Leviatanul                                                          | 1651                    |
| 45  | Gottfried Leibniz              | Lucrări                                                             | 1663–1716               |
| 46  | Blaise Pascal                  | Cugetări                                                            | 1670                    |
| 47  | Baruch Spinoza                 | Etici                                                               | 1677                    |
| 48  | John Bunyan                    | Întâmplările pelerinului în călătoria sa                            | 1678–1684               |
| 49  | Isaac Newton                   | Principiile matematice ale filozofiei naturale                      | 1687                    |
| 50  | John Locke                     | Eseu asupra intelectului omenesc                                    | 1689                    |
| 51  | George Berkeley                | Tratat asupra principiilor cunoașterii omenești                     | 1710, revizuită în 1734 |
| 52  | Giambattista Vico              | Știința. Nouă                                                       | 1725, revizuită în 1744 |
| 53  | David Hume                     | Tratat despre natura umană                                          | 1739–1740               |
| 54  | Denis Diderot                  | Encyclopédie                                                        | 1751–1772               |
| 55  | Samuel Johnson                 | Dicționarul limbii engleze                                          | 1755                    |
| 56  | Voltaire                       | Candide                                                             | 1759                    |
| 57  | Thomas Paine                   | Bunul simț                                                          | 1776                    |
| 58  | Adam Smith                     | Avuția națiunilor                                                   | 1776                    |
| 59  | Edward Gibbon                  | Istoria declinului și prăbușirii Imperiului Roman                   | 1776–1787               |
| 60  | Immanuel Kant                  | Critica rațiunii pure                                               | 1781, revizuită în 1787 |
| 61  | Jean-Jacques Rousseau          | Confesiuni                                                          | 1781                    |
| 62  | Edmund Burke                   | Reflecții asupra Revoluției din Franța                              | 1790                    |
| 63  | Mary Wollstonecraft            | O revendicare a drepturilor femeii                                  | 1792                    |
| 64  | William Godwin                 | Justiția Politică                                                   | 1793                    |
| 65  | Thomas Robert Malthus          | Eseu asupra principiului populației                                 | 1798, revizuită în 1803 |
| 66  | George Wilhelm Friedrich Hegel | Fenomenologia spiritului                                            | 1807                    |
| 67  | Arthur Schopenhauer            | Lumea ca voință și reprezentare                                     | 1819                    |
| 68  | Auguste Comte                  | Curs de filosofie pozitivă                                          | 1830–1842               |
| 69  | Carl von Clausewitz            | Despre război                                                       | 1832                    |
| 70  | Søren Kierkegaard              | Ori - ori (Enten-Eller)                                             | 1843                    |
| 71  | Karl Marx și Friedrich Engels  | Manifestul comunist                                                 | 1848                    |
| 72  | Henry David Thoreau            | Despre datoria nesupunerii civice                                   | 1849                    |
| 73  | Charles Darwin                 | Originea speciilor                                                  | 1859                    |
| 74  | John Stuart Mill               | Despre libertate                                                    | 1859                    |
| 75  | Herbert Spencer                | Primul Principiu                                                    | 1862                    |
| 76  | Gregor Mendel                  | Experimente despre hibridizarea plantelor                           | 1866                    |
| 77  | Lev Tolstoi                    | Război și pace                                                      | 1868–1869               |
| 78  | James Clerk Maxwell            | Tratat de electricitate și magnetism                                | 1873                    |
| 79  | Friedrich Nietzsche            | Așa grăit-a Zarathustra                                             | 1883–1885               |
| 80  | Sigmund Freud                  | Interpretarea viselor                                               | 1900                    |
| 81  | William James                  | Pragmatism                                                          | 1908                    |
| 82  | Albert Einstein                | Relativitate: Teoria Specială și Generală                           | 1916                    |
| 83  | Vilfredo Pareto                | Mintea și Societatea                                                | 1916                    |
| 84  | Carl Jung                      | Tipuri psihologice                                                  | 1921                    |
| 85  | Martin Buber                   | Eu și tu                                                            | 1923                    |
| 86  | Franz Kafka                    | Procesul                                                            | 1925                    |
| 87  | Karl Popper                    | Logica cercetării                                                   | 1934                    |
| 88  | John Maynard Keynes            | Teoria generală a ocupării forței de muncă, a dobânzii și a banilor | 1936                    |
| 89  | Jean-Paul Sartre               | Ființa și neantul                                                   | 1943                    |
| 90  | Friedrich Hayek                | Drumul către servitute                                              | 1944                    |
| 91  | Simone de Beauvoir             | Al doilea sex                                                       | 1948                    |
| 92  | Norbert Wiener                 | Cybernetică                                                         | 1948, revizuită în 1961 |
| 93  | George Orwell                  | O mie nouă sute optzeci și patru                                    | 1949                    |
| 94  | Georges Ivanovitch Gurdjieff   | Poveștile lui Beelzebub nepotului său                               | 1950                    |
| 95  | Ludwig Wittgenstein            | Investigații filozofice                                             | 1953                    |
| 96  | Noam Chomsky                   | Structuri Sintactice                                                | 1957                    |
| 97  | Thomas Kuhn                    | Structura revoluțiilor științifice                                  | 1962, revizuită în 1970 |
| 98  | Betty Friedan                  | Mistica feminină                                                    | 1963                    |
| 99  | Mao Zedong (atribuit lui)      | Cărticica roșie a președintelui Mao Zedong⁠(en)[traduceți]           | 1966                    |
| 100 | B. F. Skinner                  | Dincolo de libertate și demnitate                                   | 1971                    |